# Ptyctolaemus gularis
Ptyctolaemus gularis är en ödleart som beskrevs av Peters 1864. Ptyctolaemus gularis ingår i släktet Ptyctolaemus och familjen agamer. Inga underarter finns listade i Catalogue of Life.
Arten förekommer i södra Kina, nordöstra Indien, Bangladesh och Myanmar. Honor lägger ägg.